# Travel Air 2000
Die Travel Air 2000/3000/4000 (ursprünglich als Modell A, Modell B und Modell BH bezeichnet und später von Curtiss-Wright unter den Bezeichnungen CW-14, Speedwing, Sportsman und Osprey vermarktet) waren Doppeldecker mit offenem Cockpit. Sie wurden in den späten 1920er Jahren von der Travel Air Manufacturing Company gebaut. Zwischen 1924 und 1929 fertigte Travel Air mehr Flugzeuge als jeder andere US-amerikanische Hersteller – darunter über 1000 (manche Quellen sprechen von 1200 bis 2000) Doppeldecker.

## Geschichte und Konstruktion

### Erstentwicklung
Das ursprüngliche Modell A wurde von Lloyd Stearman unter Beteiligung von Walter Beech, Clyde Cessna, und Bill Snook konstruiert. Größtenteils handelte es sich um eine Metallrahmenversion der von ihm zuvor konstruierten New Swallow mit Elementen der deutschen Fokker D.VII, des besten Jagdflugzeugs des Ersten Weltkriegs. Die meisten der nachfolgenden Doppeldecker der Travel Air wurden direkt oder indirekt vom Modell A abgeleitet.
Bei allen Modellen handelt es sich um konventionelle Doppeldecker mit gestaffelten Tragflächen und N-förmigen Verstrebungen. Der Rumpf besteht aus stoffbespannten Stahlrohren und verfügt über zwei hintereinander angeordnete, offene Cockpits. Dabei bietet das vordere Cockpit zwei nebeneinander angeordnete Passagiersitze.
Wie bei der Fokker D.VII haben das Seitenruder und die Querruder ein überhängendes „Horn“, um den aerodynamischen Widerstand der ausgelenkten Ruder teilweise zu kompensieren und das Flugzeug damit reaktionsschneller zu machen. Dieses Horn verleiht dem Seitenleitwerk die Form eines Elefantenohrs. In der Folge erhielten die Flugzeuge die Spitznamen „Old Elephant Ears“ und „Wichita Fokker“.
Einige der Nachfolgemodelle wurden ohne diese Gegengewichte konstruiert und boten somit ein glatteres, eher konventionelles Äußeres und weniger Luftwiderstand. Die Höhenrudertrimmung konnte während des Fluges eingestellt werden.
Wie andere Flugzeuge der Travel Air, war die Serie mit verschiedenen, austauschbaren Tragflächen verfügbar. Eine davon, mit der Bezeichnung „Speedwing“, war kürzer und dünner, um die Reisegeschwindigkeit zu erhöhen. Travel Air meldete ein speziell modifiziertes Modell 4000 mit der Bezeichnung 4000-T für das Guggenheim Safe Aircraft Competition 1930, wurde jedoch disqualifiziert.
Im Vergleich zu anderen zivilen Doppeldeckern mit offenem Cockpit aus dieser Zeit, waren die Flugzeuge von Travel Air für die Qualität ihrer Konstruktion, ihre Zuverlässigkeit, ihre Widerstandsfähigkeit, ihre Geschwindigkeit, ihre Effizienz sowie ihre Lade- und Passagierkapazität bekannt. Wie fast alle amerikanischen Doppeldecker dieser Zeit, die nicht ausschließlich für Schulungszwecke gebaut wurden, konnte die Travel Air neben dem Piloten zwei Passagiere aufnehmen. Des Weiteren waren die Maschinen für überlegenen Komfort und gutmütige Flugeigenschaften bekannt. Diese Charakteristika führten dazu, dass die Flugzeuge sich besser verkauften als die der Konkurrenz.

### Dampfflugzeug
1933 tauschten George und William Besler den Motor einer Travel Air 2000 gegen eine selbstentwickelte, ölbefeuerte, Zweizylinder-Verbunddampfmaschine. Das Dampfflugzeug der Brüder Besler war das erste, von einer Dampfmaschine angetriebene Flugzeug, das erfolgreich flog. 1937 verkauften die Brüder das Flugzeug nach Japan.

### Produktion durch Curtiss-Wright
Nachdem Curtiss-Wright die Travel Air Manufacturing Company im August 1929 aufgekauft hatte, wurde die Fertigung des Modells 4000 bis in die frühen 1930er Jahre unter der Bezeichnung CW-14 fortgesetzt und durch eine militärische Version mit der Bezeichnung Osprey ergänzt. Die Osprey war mit Bombenhalterungen, einem festen Maschinengewehr vorne und einem beweglichen Maschinengewehr hinten ausgestattet. Diese Flugzeuge wurden unter anderem nach Bolivien geliefert und im Chacokrieg eingesetzt, was schließlich zur Strafverfolgung von Curtiss-Wright wegen der Verletzung eines Waffenembargos der Vereinigten Staaten führte.

## Versionen
Modell B
Modell A mit einem Wright-J-6-Triebwerk
Wie bei anderen Maschinen der Travel Air wurden die Versionen des Modells 4000 durch vorangestellte (gelegentlich nachgestellte) Buchstaben unterschieden.

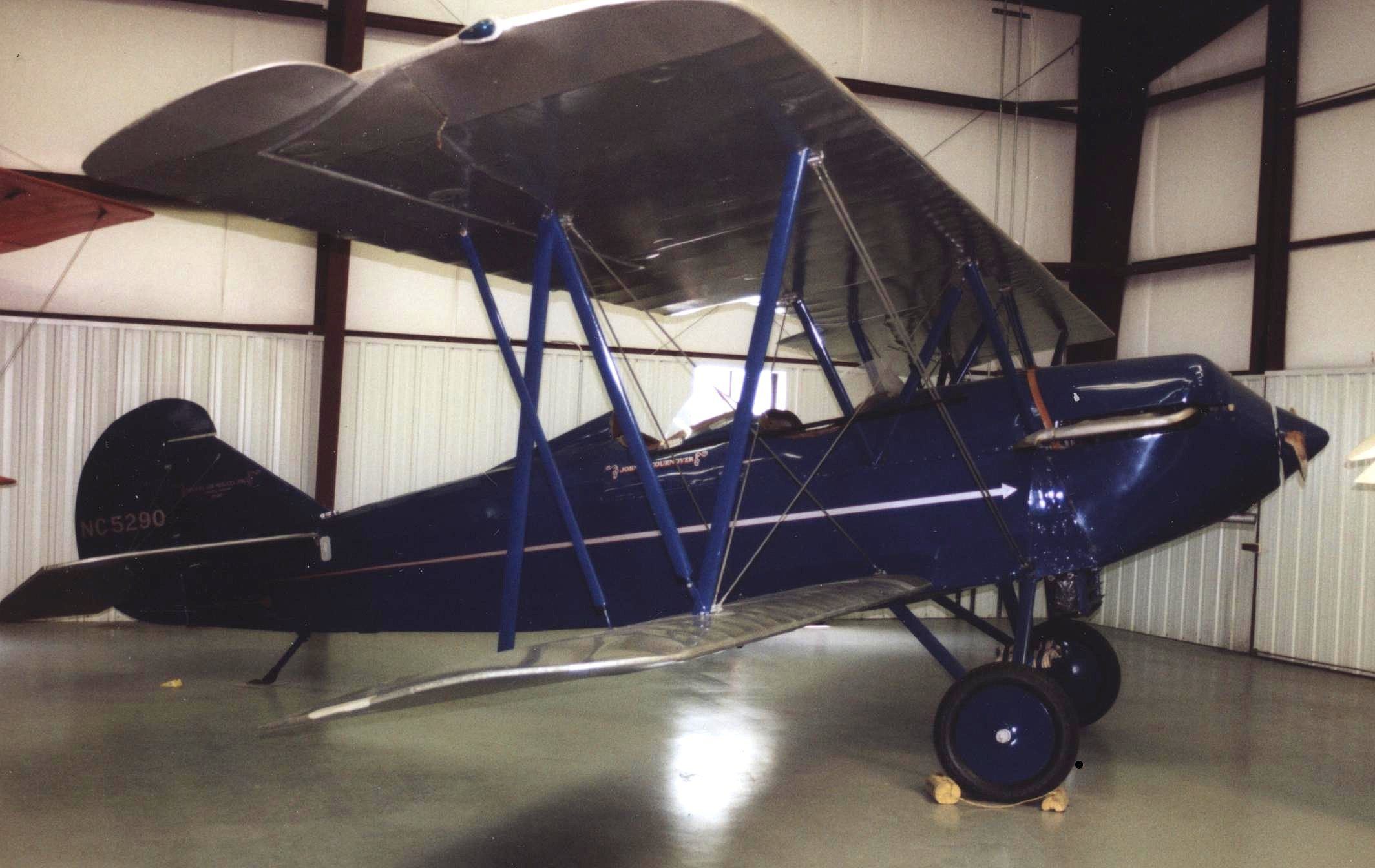
Travel Air 2000 mit Curtiss OX-5 flugbereit im Historic Aircraft Restoration Museum in Dauster Field, Creve Coeur, Missouri, Juni 2006

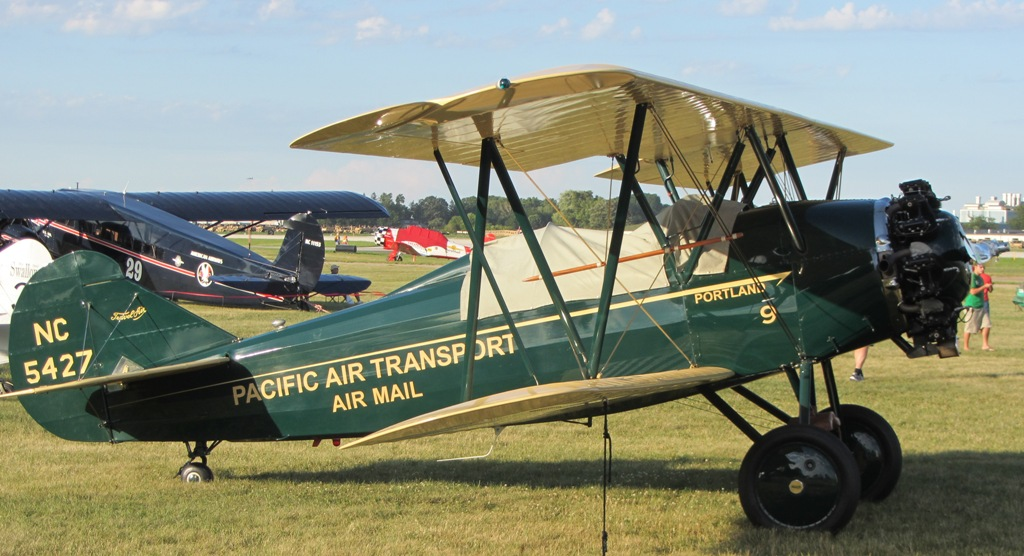
Travel Air 3000

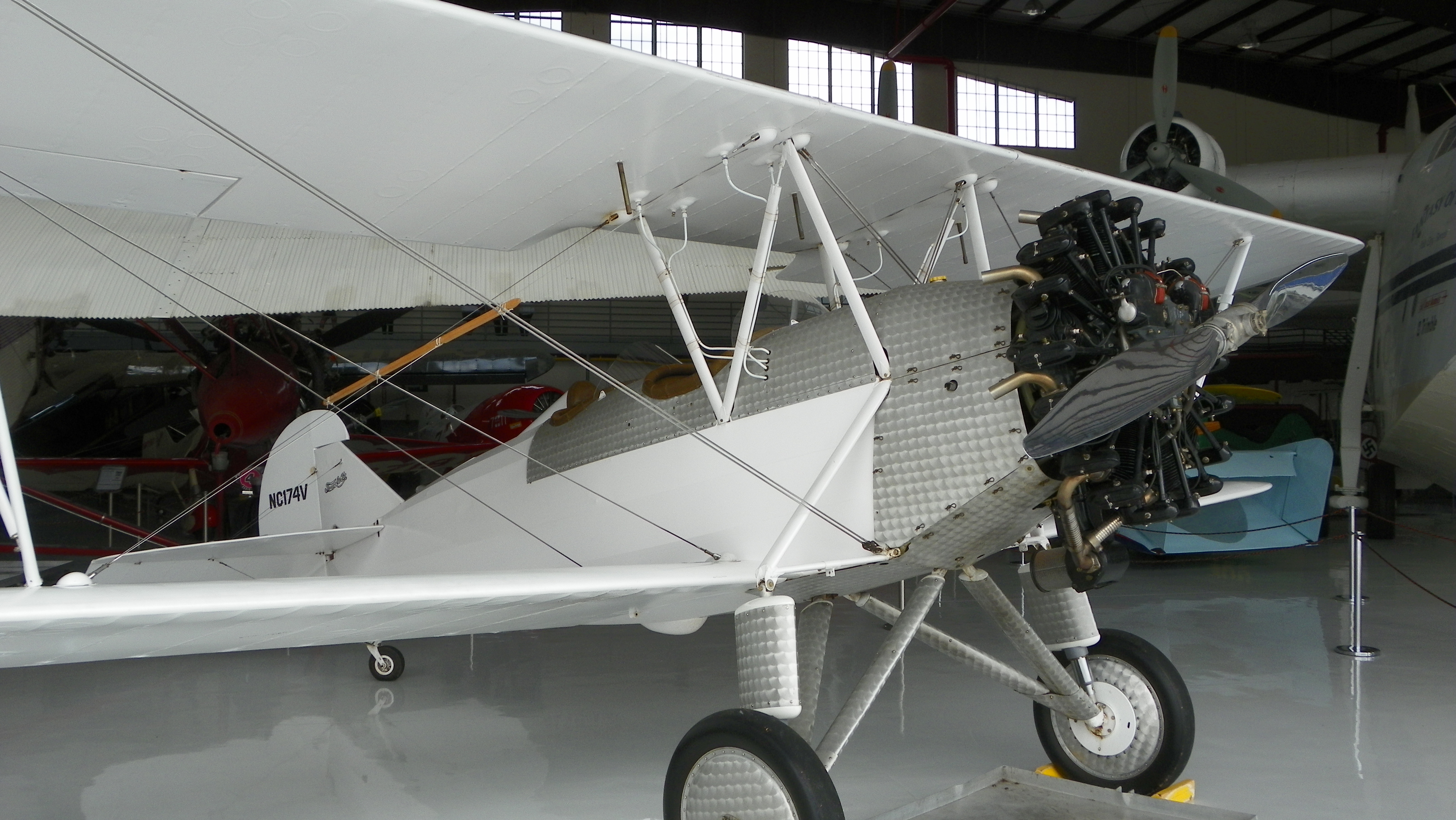
Travel Air 4000 im Museum Fantasy of Flight

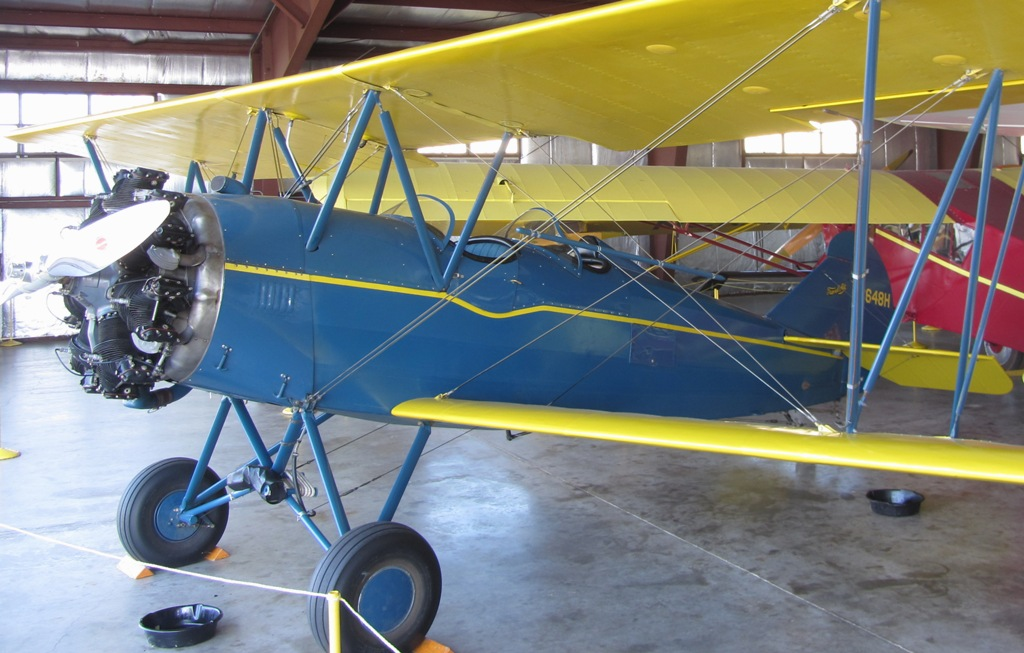
Travel Air E-4000

Die Buchstaben waren:
A
Tragfläche mit „elephant-ear“-Querruder
A
Axelson-Motor
B
Tragfläche mit Frise-Querruder und drei Kraftstofftanks
C
Curtiss-Motor
D
„Speedwing“
E
Überarbeitete Tragflächen mit einem Kraftstofftank
K
Kinner-Motor
L
Lycoming-Motor
Travel Air 2000
Erstes Modell
SC-2000
Angetrieben von einem Curtiss C-6 mit 160 PS (118 kW)
Travel Air 3000
Angetrieben von einem Hispano-Suiza-Motor mit 150 PS (110 kW) oder 180 PS (132 kW)
A-4000
Angetrieben von einem Axelson-Motor mit 150 PS (110 kW)
B-4000
Angetrieben von einem Wright J-5 mit 220 PS (162 kW)
BC-4000
Wasserflugzeug
B9-4000
Angetrieben von einem Wright J-6-9 mit 300 PS (221 kW)
C-4000
Angetrieben von einem Challenger-Motor mit 170 PS (125 kW)
E-4000
Angetrieben von einem Wright J-6-5 mit 165 PS (121 kW)
K-4000
Angetrieben von einem Kinner K-5 mit 100 PS (74 kW)
SBC-4000
Wasserflugzeug
W-4000
Angetrieben von einem Warner Scarab mit 110 PS (81 kW)

### Modelle von Curtiss-Wright
CW-14C Sportsman
Angetrieben von einem Curtiss R-600 mit 185 PS (136 kW); ein gebautes Exemplar
CW-A14D Deluxe Sportsman
Dreisitzige Version; angetrieben von einem Wright J-6-7 mit 240 PS (177 kW); NACA-Haube; fünf gebaute Exemplare
CW-B14B Speedwing Deluxe
Angetrieben von einem Version with Wright J-6-9 mit 300 PS (221 kW); zwei gebaute Exemplare
CW-B14R Special Speedwing Deluxe
Einsitzigen Rennflugzeug; gebaut für Casey Lambert; angetrieben von einem aufgeladenen Wright R-975; ein gebautes Exemplar
CW-C14B Osprey
Militärische Version; angetrieben von einem Wright R-975E
CW-C14R Osprey
Militärische Version; angetrieben von einem Wright J-6-9
CW-17R Pursuit Osprey
CW-B14B mit stärkerem Triebwerk; vermutlich nicht gebaut

## Nutzung

### Zivile Nutzung
Während der 1920er und frühen 1930er Jahre waren Travel-Air-Doppeldecker, mit der strittigen Ausnahme der Maschinen des Hauptkonkurrenten Waco, die am meisten eingesetzten zivilen Doppeldecker in den Vereinigten Staaten – die überschüssigen und zivil eingesetzten, militärischen Schulflugzeuge aus dem Krieg nicht mitgezählt. Die Produktion von Travel-Air-Flugzeugen wurde Mitte der 1930er Jahre von der Curtiss-Wright Corporation eingestellt.
Anfangs wurden die Doppeldecker für Geschäftsreisen, von wohlhabenden Sportpiloten, als Lufttaxi und für Charterflüge, für leichte Luftfracht und gelegentlich als Buschflugzeug eingesetzt. Viele wurden beim Barnstorming, für bezahlte Ausflüge und für die ersten Flugzeugrennen verwendet.
Kommerzielle Betreiber schätzten die Doppeldecker von Travel Air für ihre hohe Nutzlast, ihre einfache und zuverlässige Technik, die robuste Konstruktion und die, für die damalige Zeit, hohe Geschwindigkeit und Effizienz.
Nach dem Ende ihrer Produktionszeit, ab den späten 1930er Jahren bis in die frühen 1970er Jahre, wurden die Maschinen oft im harten Einsatz in der Busch- und der Agrarfliegerei gebraucht. Travel-Air-Flugzeuge gehörten, neben den aus dem Zweiten Weltkrieg stammenden Doppeldeckern vom Typ Stearman Kaydet, zu den am häufigsten als Agrarflugzeug eingesetzten Maschinen in den Vereinigten Staaten.
Die heute noch erhaltenen Exemplare wurden sorgfältig und zu erheblichen Kosten restauriert und werden gelegentlich für Rundflüge und beim Barnstorming eingesetzt.

### Militärische Nutzung
Die Osprey, eine von Curtiss-Wright gebaute Version, die mit Bombenaufhängungen und Maschinengewehren bewaffnet war, wurde nach Bolivien geliefert und 1933 im Chacokrieg gegen Paraguay eingesetzt. Viele der damaligen Hersteller versuchten, ihre Flugzeuge zu Publicityzwecken in den Kriegseinsatz zu bekommen. Die Osprey profitierte in diesem Wettbewerb zunächst am meisten. Ausgerüstet mit einem festen Maschinengewehr vorne und einem beweglichen hinten sowie Bombenaufhängungen, waren die robusten, verlässlichen Ospreys bei den bolivianischen Piloten von allen eingesetzten Flugzeugen am beliebtesten. Die schweren Einsätze führten zu hohen Verlusten. Die Hälfte der zwölf Exemplare wurden bei Unfällen oder im Kampf zerstört. Dennoch brachte der Kriegseinsatz Curtiss-Wright einen hohen Bekanntheitsgrad und einen guten Ruf ein.
 BolivienZwanzig Exemplare von 1933 bis 1934
 KolumbienDrei Exemplare ab 1932
 EcuadorZwei CW-14Rs 1931
 PanamaZwei Exemplare 1931
 El SalvadorDrei Exemplare ab 1933
 VenezuelaDrei CW-14Rs 1932

### Filme
Travel-Air-Doppeldecker wurden in den 1920er und 1930er Jahren oft in Kriegsfilmen eingesetzt. Hauptsächlich dienten sie dazu, die deutsche Fokker D.VII darzustellen. In der Filmindustrie waren die Flugzeuge daher als „Wichita Fokkers“ bekannt. Tatsächlich war die Nachfrage nach diesen Flugzeugen in Hollywood so hoch, dass der kalifornische Handelsvertreter Fred Hoyt den Mitgründer von Travel Air Lloyd Stearman 1926 überredete, nach Venice zu kommen, um den Bedarf der Filmindustrie selbst zu erkunden. Die beiden gründeten daraufhin die kurzlebige, eigenständige Stearman Aircraft Company, die später 1927 in Wichita wiederbelebt wurde.
Zu den Filmen, in denen Travel-Air-Doppeldecker (insbesondere die Modelle 2000 und 4000) vorkommen, gehören unter anderem
- Flügel aus Stahl (1927) (Gelobt für seine technische Genauigkeit, gewann der Film den ersten je vergebenen Oscar für den besten Film)
- Höllenflieger (1930)[5]
- Start in die Dämmerung (1930)

## Technische Daten (CW-A14D)
| Kenngröße             | Daten                          |
| --------------------- | ------------------------------ |
| Besatzung             | 1                              |
| Passagiere            | 2                              |
| Länge                 | 7,19 m                         |
| Spannweite            | 9,45 m                         |
| Höhe                  | 3,0 m                          |
| Flügelfläche          | 23 m²                          |
| Leermasse             | 804 kg                         |
| max. Startmasse       | 1.302 kg                       |
| Reisegeschwindigkeit  | 115 kn (213 km/h)              |
| Höchstgeschwindigkeit | 135 kn (250 km/h)              |
| Dienstgipfelhöhe      | 18.000 ft (5.486 m)            |
| Reichweite            | 460 NM (852 km)                |
| Triebwerk             | Wright J-6 mit 250 PS (184 kW) |

## Erhaltene Exemplare

### Ausstellungsstücke
Unter anderem in den folgenden Museen sind Exemplare ausgestellt.
- Canada Aviation and Space Museum
- EAA AirVenture Museum
- National Air and Space Museum
- Reynolds-Alberta Museum
- Fantasy of Flight (gelegentlich in der Ausstellung)[17]

### Flugfähige Exemplare
Einige Exemplare nahmen 2003 an der National Air Tour und 2008 an der American Barnstormers Tour teil.
Eine weitere Travel Air 2000, die seit 1937 eingelagert war, wurde 2014 restauriert und geflogen.
Eine flugfähige Travel Air 4000 wird regelmäßig von dem Flugkapitän der Northwest Airlines Clay Adams auf Flugshows und Fly-Ins vorgeführt. Auch Mitflüge bietet Adams an. Zusammen mit anderen Travel-Air-Doppeldeckern nahm die 4000 von Adams an der National Air Tour 2003 sowie an der American Barnstormers Tour 2006 und 2008 teil, die von Adams organisiert wurden. 2003 flog er für die TV-Dokumentation The Barnstormers.
Eine weitere flugtaugliche Travel Air 4000 befindet sich in der Sammlung des Museums Fantasy of Flight in Polk City, Florida. 1997 wurde die Maschine vom United States Postal Service genutzt, um dem Erstausgabetag einer Serie von Flugzeugbriefmarken zu gedenken. Mit dem örtlichen Postmeister an Bord lieferte der Besitzer der Maschine Kermit Weeks die erste und vermutlich letzte Luftpost in der Geschichte von Polk City aus.